# Dialogisches Selbst
Das dialogische Selbst ist ein psychologisches Konzept, dem zufolge das menschliche Selbst aus der Interaktion mit Anderen hervorgeht.

## Entwicklung

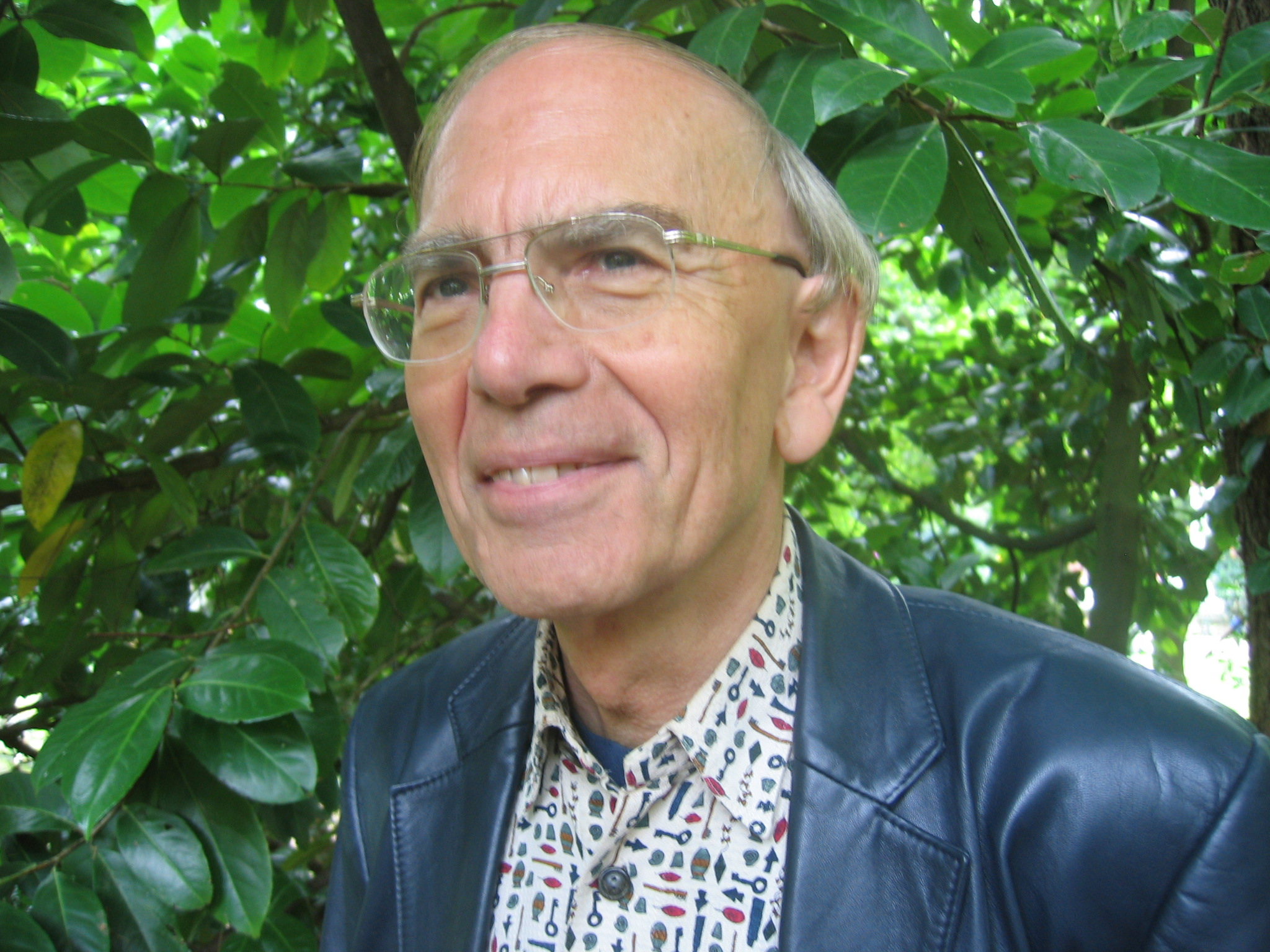
Hubert Hermans, der Begründer der dialogischen Selbsttheorie

Der Begriff des dialogischen Selbst wurde weithin bekannt durch den holländischen Psychologen Hubert J. M. Hermans und die von ihm entwickelte dialogische Selbsttheorie (DST). Diese bezieht ihre Konzepte aus sehr unterschiedlichen Quellen, u. a. den Schriften der Psychologen William James (1890) und Lew Wygotski (1934/1972; 1992), des Soziologen George Herbert Mead (1934/1968; 1969) und des Literaturwissenschaftlers Michail Bachtin (1971; 1981; 1986) etc. In jüngerer Zeit wurde die dialogische Selbsttheorie auch für die Psychotherapie nutzbar gemacht (Hermans & DiMaggio 2004), in Deutschland durch den Gestalttherapeuten Frank-Matthias Staemmler (2015).

## Zentrale Konzepte
Die beiden zentralen Konzepte der dialogischen Selbsttheorie sind Dialogizität und Pluralität, wobei das zweite sich aus dem ersten ergibt und diesem logisch nachgeordnet ist.
Die dialogische Form (nicht nur verbaler) zwischenmenschlicher Interaktion schlägt sich im Verlauf der Sozialisation grundlegend in der Weise nieder, dass das Selbst eines Menschen ein dialogisches Format annimmt. Dies zeigt sich u. a. darin, dass Menschen mit sich selbst im Prinzip so umgehen, wie Andere mit ihnen umgehen, im Erwachsenenalter z. B. dadurch, dass sie (laut oder leise) mit sich selbst sprechen, in ihren Gedanken aber auch in vielfältiger Weise auf Andere bezogen sind, an die sie sich häufig imaginativ wenden.

### Dialogizität
Nach Wygotski ist „der entscheidende Mechanismus, der hinter höheren geistigen Funktionen steckt, […] das Kopieren sozialer Interaktionen; alle höheren psychischen Funktionen sind internalisierte soziale Beziehungen. […] Selbst wenn wir geistige Prozesse betrachten, bleibt ihr Wesen quasi-sozial. In ihrer eigenen Privatsphäre behalten Menschen die Funktionen sozialer Interaktion bei“.
Was Wygotski zu seiner Zeit noch relativ grob als „Kopieren“, „Internalisieren“ oder auch „Interiorisieren“ kennzeichnete, stellt nach B. Rogoff u. a. allerdings keinen Vorgang dar, in dessen Verlauf etwas Interpersonales völlig unmodifiziert, sozusagen eins zu eins, in Psychisches transformiert würde. Vielmehr handele es sich um einen Prozess der kreativen Aneignung, der dazu führe, dass das, was das Kind sich zu eigen macht, seine eigene, individuelle Form finde: „Es handelt sich […] um eine Aneignung der gemeinsamen Aktivität durch das jeweilige Individuum, in dem sich das Verständnis des Individuums von seiner Beteiligung an der gemeinsamen Aktivität widerspiegelt“.
Die gemeinsame Aktivität besteht zuerst in einer geteilten Aufmerksamkeit und hat mit jener „Intersubjektivität […] zu tun, mit der die Kleinkinder anfangen, eine gemeinsame Bewusstheit von Dingen in der Umwelt zu manifestieren und sich für systematische Interaktionen […] mit Anderen zu engagieren“. Und Interaktionen stehen auch im Vordergrund, wenn es um die Frage danach geht, was im Wesentlichen internalisiert wird: Für die hier vertretene entwicklungspsychologische Betrachtungsweise ist der Aspekt entscheidend, dass die Internalisierung sich nicht primär auf die Bezugspersonen, deren individuelle Merkmale oder auf die Inhalte der Kommunikation bezieht. Solche Prozesse der Identifikation gibt es allerdings – entwicklungspsychologisch später! – auch.
Aber auf der grundlegenden Ebene geht es zunächst um die Aneignung von „Interaktionserfahrungen“ eines „Seins zu zweien“. Es geht zuerst um die Aneignung des Gemeinsamen, nicht um die des Anderen. Insofern spricht Rogoff von „der Aneignung geteilter Aktivität im Gegensatz zu dem Prozess der Internalisierung einer externen Aktivität“.
Dieser Aspekt ist deswegen wesentlich, weil darin das Element des Gemeinschaftlichen respektive – wie man auch sagen könnte: – des Dialogischen zum Ausdruck kommt, dem aus Sicht der dialogischen Selbsttheorie höchste Priorität beizumessen ist. Leontjew betont, dass „der Prozess der Internalisierung […] nicht in der Übertragung einer externen Aktivität auf eine [schon vorhandene] interne ‚Bewusstseinsebene‘ [besteht]: Er ist der Prozess, durch den sich diese interne Ebene überhaupt erst bildet“.
Somit ist die Ebene individueller psychischer Vorgänge von Grund auf und über die gesamte Lebenszeit hinweg mit einer dialogischen Qualität ausgestattet; das Selbst ist ein für alle mal mit einem dialogischen ‚Format‘ versehen – anders gesagt: Ein Selbst auszubilden, heißt, die Bezogenheit auf Andere und den Austausch mit ihnen zur eigenen Sache zu machen und sich dadurch selbst zu definieren. Ein Selbst ist angeeigneter Dialog, daher ist das Selbst dialogisch.
Das Gemeinsame geht dem Individuellen voran; „der Mensch wird am Du zum Ich“, wie Martin Buber es ausdrückte; das Selbst entsteht aus der Interaktion mit den Anderen, „es ist bei der Geburt anfänglich nicht vorhanden, entsteht aber innerhalb des gesellschaftlichen Erfahrungs- und Tätigkeitsprozesses, das heißt im jeweiligen Individuum als Ergebnis seiner Beziehungen“. Es sei daher eine falsche, individualistische Vorannahme, davon auszugehen, dass irgendwo im ‚Inneren‘ des Kindes schon ein ‚Container‘ vorhanden sei, der dann von ‚außen‘ mit vorgefertigten mentalen ‚Inhalten‘ ‚befüllt‘ werden könnte. In Abgrenzung zu solchen individualistischen Psychologien betont Kenneth Gergen deswegen: „Das Wort ‚ich‘ bezeichnet keinen Handlungsursprung, sondern die Errungenschaft einer Beziehung“.
„Es ist bemerkenswert, in wie großem Maß Meads soziologische Position mit der entwicklungspsychologischen von Wygotski übereinstimmt; Wygotski sprach sogar explizit von einer ,Soziologisierung‘ allen Bewusstseins, d. h. der Anerkennung der basalen Tatsache, dass die soziale Dimension des Bewusstseins zeitlich und faktisch primär ist. Die individuelle Dimension des Bewusstseins ist derivativ und sekundär; sie basiert auf der sozialen und ist […] ihr entsprechend konstruiert“.
Diese „Soziologisierung“ bzw. die dialogische Signatur psychischer Prozesse ist so primär, dass sie sich nicht erst mit der Sprachentwicklung zeigt; vielmehr baut jeder sprachliche Dialog schon darauf auf: Babys saugen das dialogische Format im übertragenen, aber auch im wörtlichen Sinne bereits mit der Muttermilch ein; die Mütter bringen ihren Säuglingen beim Stillen z. B. ein Grundelement jedes wie auch immer gearteten Dialogs bei, das unter dem Begriff des „turn-taking“ untersucht wurde und bei dem beide Beteiligte sich sowohl aktiv resp. initiativ als auch passiv resp. reaktiv verhalten – ähnlich dem Muster von Rede und Antwort in sprachlichen Dialogen.
Die Untersuchungen der Interaktionen zwischen Babys und ihren Bezugspersonen zeigen, dass dialogische Prozesse nicht auf Sprache angewiesen sind, auch wenn sie im weiteren Lebenslauf zunehmend mehr mit verbalen Mitteilungen einhergehen und dann auch Formen annehmen können, die ganz überwiegend sprachlich sind. Aber der Dialog beginnt bereits mit der Geburt. (Es gibt durchaus erwägenswerte Argumente dafür, dass er schon während der Schwangerschaft beginnt.) Von da an „sind wir dank des Gedächtnisses […] nur selten allein. […] Die Entwicklung setzt einen ständigen, für gewöhnlich stummen Dialog zwischen den […] Partnern voraus. […] Die Vorstellung der Gemeinschaft von Selbst und Anderem als subjektiver Realität ist also nahezu allgegenwärtig“. Auch das Phänomen der „Blickdialoge“ und andere Formen der Interaktion zwischen Kleinkindern und ihren Bezugspersonen sind hier zu nennen. Die von Merleau-Ponty so genannte „Zwischenleiblichkeit“ ist der chronologisch erste und auch der weiterhin grundlegende Schauplatz menschlicher Dialogizität: „Leiblichkeit [ist] eine Kommunikation mit der Welt, die älter ist als alles Denken“. Mit „Dialog“ ist daher keinesfalls nur derjenige Austausch gemeint, der sich sprachlicher und symbolischer Mittel bedient, denn dieser baut auf der leiblichen Kommunikation auf; er ersetzt diese im Verlauf der Entwicklung auch nicht, sondern ergänzt sie und erweitert so die dialogischen Fähigkeiten des Selbst in der Interaktion mit den Anderen – und im Umgang mit sich selbst. „Zu sein heißt zu kommunizieren“.

### Pluralität
Das Konzept der Pluralität beruht auf einer ebenso wichtigen wie auf den ersten Blick vielleicht trivial erscheinenden Tatsache: Menschen interagieren in aller Regel von Geburt an nicht nur mit einem anderen Menschen, sondern mit mehreren. Das beginnt üblicherweise damit, dass ein Kleinkind nicht nur mit der Mutter, sondern auch mit dem Vater (oder anderen primären Bezugspersonen, z. B. Geschwistern, Großeltern etc.) in Kontakt tritt. Überdies erweitert sich der Kreis der Bezugspersonen meist mit zunehmendem Alter.
Wie Daniel Stern mit seinem Konzept von den „Repräsentationen generalisierter Interaktionen (RIGs)“ gezeigt hat, ist das für die Entwicklung des dialogischen Selbst bereits in den ersten Lebensmonaten insofern bedeutsam (und von daher gar nicht mehr trivial), als „jede der zahlreichen, verschiedenartigen Beziehungen zwischen dem Selbst und einer […] anderen Person ihre spezifische RIG hat. Und wenn unterschiedliche RIGs aktiviert werden, erlebt der Säugling erneut unterschiedliche Formen und Weisen des Zusammenseins mit einem das Selbst regulierenden Anderen“.
Man könnte auch sagen: Weil eine jeweilige RIG in der Interaktion mit einer bestimmten anderen Person entstanden ist, enthält sie immer auch den impliziten Hinweis auf die Interaktion mit ebendieser Person. Diese Interaktionserfahrung findet ihre kreativ angeeignete Form in einem Erleben des Selbst, das man als das „Selbst,-das-ich-im-Dialog-mit-dieser-Person-bin“ bezeichnen könnte. Das Selbst, wie es sich in einer gegebenen Situation aktualisiert, steht auf diese Weise in Verbindung mit der Erfahrung davon, wie es ist, mit dieser Person zu interagieren. Eine RIG umfasst damit auch eine Erinnerung an diese Person, die Stern den „evozierten Gefährten“ nennt.
Das hat verschiedene Konsequenzen. Eine davon, die schon oben angedeutet wurde, besteht darin, dass jede Erfahrung des Selbst mit einer mehr oder weniger impliziten Erinnerung an eine andere Person verknüpft ist. Ein Selbst ohne einen Bezug zu (einem oder mehreren) Anderen ist prinzipiell unmöglich, auch wenn dieser Bezug natürlich mehr oder weniger bewusst sein und durch später stattfindende psychische Prozesse überlagert oder bearbeitet und damit undeutlich werden kann.
Eine weitere Konsequenz liegt in der Tatsache, dass die Interaktionen mit verschiedenen Anderen auch zu verschiedenen Formen des Selbsterlebens beitragen. Außerdem führen auch signifikant unterschiedliche Interaktionserfahrungen mit derselben Bezugsperson zu unterschiedlichen RIGs und folglich auch zu unterschiedlichen Erlebnissen von dem „Selbst,-das-ich-im-Dialog-mit-dieser-Person-bin“. So bilden sich diverse Formen des Selbsterlebens. Auch wenn die RIGs mit der Zeit durch zunehmend komplexere Gedächtnisprozesse ergänzt und modifiziert werden, setzt sich das an den RIGs bereits erkennbare Prinzip auch in der weiteren Entwicklung fort.
Bubers oben erwähnte Sentenz, „der Mensch wird am Du zum Ich“, lässt sich somit in die folgende Aussage übersetzen: Menschen bilden im Rahmen ihrer Interaktionen mit verschiedenen Anderen sowie im Rahmen verschiedener Interaktionen mit denselben Anderen jeweils unterschiedliche Erlebensweisen ihres Selbst aus. Einfacher gesagt: Ich bin jeweils ein anderes Selbst in Abhängigkeit davon, ob ich mich im Dialog mit Peter oder mit Paula befinde, und ich bin jeweils ein anderes Selbst in Abhängigkeit davon, ob ich mich in einem liebevollen oder in einem kontroversen Dialog mit Paula befinde. George Herbert Mead: „Wir haben viele verschiedene Beziehungen zu verschiedenen Menschen. […] Es gibt die verschiedensten Selbste, die den verschiedensten gesellschaftlichen Reaktionen entsprechen. […] Eine mehrschichtige Persönlichkeit ist bis zu einem gewissen Grad etwas Normales“.
Je mehr die Interaktionen mit Anderen durch Wiederholung und Ähnlichkeit den Charakter von Interaktionsmustern annehmen, bekommt auch das ihnen jeweils entsprechende Selbsterleben wiedererkennbaren Charakter. Durch die oben beschriebenen kreativen Aneignungsvorgänge sowie die mit der folgenden Entwicklung zum Jugendlichen und Erwachsenen zunehmende persönliche Autonomie kann die Person ihre verschiedenen Selbste dann immer aktiver und initiativer in entstehende Interaktionen einbringen und deren Verlauf in der einen oder anderen Weise – sei es zum eigenen Vor- oder Nachteil – mitbestimmen.
Das dialogische Selbst ist somit immer auch ein plurales Selbst. William James kann als ein Wegbereiter dieser postmodernen Ansicht gelten; er schrieb bereits vor 125 Jahren in seinen Principles of Psychology: „Genau gesagt besitzt ein Mensch so viele soziale Selbste, wie es Individuen gibt, die ihn erkennen und ein Bild von ihm in ihrem Geiste tragen. […] Wir zeigen uns unseren Kindern nicht wie unseren Klub-Kameraden, unseren Kunden nicht wie den Arbeitern, die wir einstellen, unseren eigenen Vorgesetzten und Arbeitgebern nicht wie unseren intimen Freunden. Daraus ergibt sich praktisch eine Aufteilung des Menschen in mehrfache Selbste“.
Diese „Aufteilung“ ist nicht im pathologischen Sinne als Spaltung oder gar als dissoziative Identitätsstörung zu verstehen – sonst hätten alle Menschen diese Störung. Aber „nein, wir sind nicht alle multipel“, jedenfalls wenn das Wort „multipel“ nicht nur Vielseitigkeit meint, sondern „ein[en] schmerzliche[n] Zustand, ein[en] Ausdruck innerer Zerrissenheit zwischen oft unkalkulierbar auftauchenden Teilidentitäten […] als Folge schwerer Traumatisierung. […] Wir sollten bei nicht hoch dissoziativen Menschen eher von Vielfalt, von Pluralität, von kreativer Vielseitigkeit als von Multiplizität sprechen und diesen Fachterminus für die ‚Multiple Persönlichkeit‘ reservieren“.
Anders gesagt: „Die multiple Persönlichkeit als ein abnormales Phänomen scheint die pathologische Seite eines gesunden, funktionierenden, dialogischen Selbst zu sein“. Aber natürlich gibt es auch zwischen den vielen ‚Stimmen‘, die sich im Rahmen eines dialogischen und pluralen Selbst zu ‚Wort‘ melden, nicht nur Verhältnisse der gegenseitigen Ergänzung, der Unterstützung oder der Harmonie. Widersprüche und Inkonsistenzen sind allgegenwärtig und – in individuell unterschiedlichen Grenzen – durchaus tolerabel, und zwar in der Regel in dem Maß, in dem die verschiedenen Selbste resp. Selbst-Anteile (man spricht auch von „Selbst-Positionen“) trotz ihrer Unterschiedlichkeit miteinander in einen dialogischen Austausch treten, anstatt einander zu dominieren, zu marginalisieren oder zu ignorieren. Menschen wollen verstanden werden, und das nicht nur von anderen, sondern auch von sich selbst.
Metaphorisch gesprochen kann man das dialogische Selbst als eine Art „society of mind“ verstehen, als eine ‚psychische Gesellschaft‘ mit diversen und differenten Positionen, Koalitionen und Widersprüchen, die bei allen Unterschieden und Gegensätzen einen Modus des Zusammenlebens finden müssen, ohne einerseits in Fragmente auseinanderzufallen und andererseits einer tendenziell totalitären Gleichmacherei unterworfen zu werden. Dies kann in dem Maße gelingen, in dem allen Selbst-Positionen prinzipiell gleiches Existenz- und Mitspracherecht zugebilligt wird, so dass sie an einem psychischen Diskurs teilnehmen können, der von der Norm der Inklusion geprägt ist.

## Anwendung in der Psychotherapie
Daher werden „in therapeutischen Anwendungen dialogischer Psychologie die verschiedenen, oftmals im Konflikt miteinander stehenden Stimmen ermutigt, sich zu äußern, Gehör zu finden und in einen offenen Dialog miteinander einzutreten“. Dabei geht es nicht vorrangig darum, Einigkeit oder Konsistenz oder Harmonie zwischen den verschiedenen Positionen herzustellen; es geht vor allem um den Dialog selbst, denn „gehört zu werden ist an sich schon eine dialogische Beziehung. Das Wort will gehört, verstanden und beantwortet werden, um wiederum auf die Antwort zu antworten und so weiter ad infinitum“.
Um gehört zu werden und eine Antwort zu bekommen, brauchen die verschiedenen Stimmen des Selbst oft Unterstützung. Diese anzubieten, ist Teil der Aufgabe der Therapeuten. Sie kann sich dabei an einer Diskursethik orientieren, wie sie etwa Jürgen Habermas (2009) in Bezug auf Prozesse der gesellschaftlichen Kommunikation entworfen hat. Die Diskursethik hat nämlich Kriterien entwickelt, die sich mit gewissen Spezifikationen auch auf die dialogischen psychischen Prozesse des Individuums anwenden lassen. – In das folgende Zitat sind entsprechende Ergänzungen eingefügt: „Jede [Selbst-Position …] darf an Diskursen teilnehmen. […] Jede [Selbst-Position] darf jede Behauptung [anderer Selbst-Positionen] problematisieren. Jede [Selbst-Position] darf jede Behauptung in den Diskurs einführen. Jede [Selbst-Position] darf ihre Einstellungen, Wünsche und Bedürfnisse äußern. […] Keine [… Selbst-Position] darf durch […] Zwang daran gehindert werden, [ihre] […] Rechte wahrzunehmen“.
Das, was sich auf zwischenmenschlicher Ebene als Ethik zeigt, stellt sich dann auf individueller Ebene als Kriterium für psychische Gesundheit dar, die Psychotherapeuten bei ihren Patienten dadurch fördern können, dass sie sie auch im Umgang mit sich selbst bei der Berücksichtigung diskursethischer Maßstäbe unterstützen.
Um die ‚Stimmen‘ aktualisierter Selbst-Positionen zu sortieren, teilt Valsiner sie einerseits in „Heterodialoge“ und andererseits in „Autodialoge“ ein: Man ist entweder mit Anderen und/oder mit sich selbst im Gespräch, und zwar in einer Kommunikation, die weder akustisch wahrnehmbar sein muss, noch – im Falle eines Heterodialogs – die physische Anwesenheit des Anderen voraussetzt (Valsiner nennt das einen „fiktiven Heterodialog“).
Wann immer Menschen gerade nichts Dringlicheres zu tun haben, verbringen sie einen großen Teil ihrer Zeit damit, sich kognitiv und emotional mit anderen Menschen und mit ihren Beziehungen zu ihnen zu beschäftigen.
Über soziale Beziehungen nachzudenken, ist offenbar ein Teil des Normalzustands des Gehirns; ohne Anstrengung oder Absicht evaluiert und analysiert es ständig vergangene, gegenwärtige oder mögliche zukünftige soziale Beziehungen, wann immer nicht-soziale Fragestellungen nicht die ganze Aufmerksamkeit in Anspruch nehmen. (Iacoboni et al. 2004, 1171)
Dafür reichen bisweilen ein paar ‚freie‘ Sekunden, die uns im Rahmen anderer Tätigkeiten zur Verfügung stehen. In diesen kurzen oder auch längeren Zeitspannen treten wir in einen imaginären Dialog mit Anderen ein, der keineswegs nur sprachliche Formen annimmt, sondern mit visuellen, manchmal auch auditiven, olfaktorischen und kinästhetischen bzw. motorischen Vorstellungen von den Anderen, von ihren möglichen Reaktionen und von unseren eigenen dabei entstehenden Gefühlen begleitet ist. Diese imaginären Dialoge dienen der Selbstregulation; sie sind der oben beschriebenen Entwicklungstheorie entsprechend als angeeignete interpersonale Dialoge zu verstehen, in denen zuvor die Anderen die Funktion der Koregulation ausübten.
Solche Dialoge werden besonders häufig aktiviert, wenn schwierige soziale Situationen nachträglich verarbeitet oder im Voraus durchgespielt werden, das heißt, wenn es um irgendeine Form der Problemlösung geht. Aber auch andere emotional bedeutsame Ereignisse wie beglückende Erinnerungen oder aufregende Antizipationen können zu Fantasiegesprächen (fiktiven Heterodialogen) führen, die sich auf die beteiligten Anderen beziehen. Manchmal haben diese Fantasiegespräche einseitigen Charakter in dem Sinn, dass sich die Person in ihrer Vorstellung an den Anderen wendet und dabei nur zu ihm spricht (monologische Form); manchmal nimmt ein solches Fantasiegespräch aber auch eine wechselseitige Form an, wobei die Person auch mögliche Antworten des Anderen fantasiert, auf die sie dann wiederum antwortet etc. (dialogische Form). Ähnliche Gespräche führen Menschen auch mit sich selbst, das heißt, verschiedene Selbst-Positionen wenden sich aneinander und nehmen Stellung zueinander – sei es z. B. in selbstkritischer, manchmal selbstquälerischer Weise („Was machst du denn da schon wieder für einen Mist!“), in selbstunterstützender Weise („Nur Mut, das schaffst du schon!“) oder auch in einer Weise, die beide Formen umfasst. Diese Form des ‚Sprechens‘, das der Selbstregulation dient, wird manchmal auch „inneres Sprechen“ genannt, weil es durchaus nicht mit akustisch wahrnehmbaren Lauten verknüpft sein muss, sondern auch rein mental ablaufen kann.
Dabei ist es bemerkenswert, dass sich Menschen bei zunehmendem Schwierigkeitsgrad ihrer Probleme nicht mehr nur kurzer Kommentierungen ihres Denkens oder Handelns bedienen, sondern in steigendem Maße einen unverkürzten, explizit dialogischen Stil wählen, bei dem klar unterscheidbare Stimmen abwechselnd (im Sinne des oben erwähnten turn-taking) die eine bzw. die andere Position vertreten und miteinander verhandeln. „Die dialogische Struktur zeigt sich sowohl als interindividuelles Unterscheidungskriterium zwischen einem guten und einem schlechten Problemlöser als auch als intraindividuelles Unterscheidungskriterium zwischen einem erfolgreichen und einem erfolglosen Bearbeiten einer Aufgabe“.
Es liegt nahe, diesen Befund gerade in therapeutischen Situationen, in denen es naturgemäß um schwierigere Problemstellungen geht, ernst zu nehmen und Klienten dazu anzuregen, ihre jeweils aktualisierten Selbst-Positionen klar zu definieren und sie sozusagen zu ‚personalisieren‘, das heißt, sie wie verschiedene Personen zu betrachten, ihnen Namen zu geben und sie an unterschiedlichen Orten im Raum zu lokalisieren, z. B. indem man ihnen entsprechende Platzhalter wie Stühle zuordnet, die sie dann abwechselnd besetzen und so zu Wort kommen lassen, wie reale Personen miteinander sprechen. Dieses Vorgehen benötigt, so effektiv es auch ist, in vielen Fällen eine sorgfältige Einführung und Erläuterung durch die Therapierenden, da es in unserer Kultur – trotz der genannten Befunde – leider immer noch als Zeichen psychischer Absonderlichkeit oder gar Krankheit gilt, laut mit sich selbst oder abwesenden Anderen zu sprechen.
Wenn Patienten aber ihre Scheu überwinden können, profitieren sie häufig in großem Maße von ihren explizit gemachten Fantasie- oder Selbstgesprächen. Denn auf dem Weg der kreativen Aneignung der ursprünglich mit realen Bezugspersonen geführten Dialoge und der damit verbundenen Transformationen haben meist eine Reihe von Verdichtungen, Tilgungen und Kürzungen stattgefunden, die zwar einerseits Vorteile im Sinne von Knappheit und Zeitersparnis, andererseits aber auch Nachteile mit sich bringen, weil dabei Differenzierungen und Präzision verloren gehen können.
Zu therapeutischen Zwecken ist es daher sinnvoll, das „innere“ Sprechen der Patientinnen zu externalisieren, damit ihnen möglichst viele relevante Aspekte ihrer zu bearbeitenden psychischen Prozesse bewusst werden. Zugleich werden sie damit in die Situation gebracht, diese Aspekte ihren Therapeuten verständlich zu vermitteln, das heißt, sie deren Verständnis und möglicher Einflussnahme zugänglich zu machen. Therapeuten, die geschult sind, nicht nur auf den Inhalt dessen zu hören, was ihre Klienten sagen, sondern auch den Ton ihrer Äußerungen sowie die sie begleitende Körpersprache wahrzunehmen, bekommen dabei überdies äußerst wertvolle Eindrücke von den oft zunächst unbenannt bleibenden emotionalen Schwingungen, die mit der Mitteilung von Inhalten einhergehen. Damit eröffnen sich vielfältige weitere Möglichkeiten, therapeutische Zugänge zu impliziten psychischen Prozessen zu finden.